# UCI World Tour féminin 2021
Cet article concerne la compétition féminine. Pour la compétition masculine, voir UCI World Tour 2021.
Navigation
Édition précédente Édition suivante
L'UCI World Tour féminin 2021 est la 6e édition de l'UCI World Tour féminin, le niveau de course le plus élevé du cyclisme sur route féminin international. 

## Équipes
Les équipes féminines appartiennent à une seule division. Cependant, elles sont classées en fonction de leur niveau, ce qui leur permet d'obtenir obtenir des invitations aux courses les plus importantes. Jusqu'en 2020, les 15 meilleures équipes avaient automatiquement le droit de participer à toutes les compétitions du World Tour, mais sans obligation. Depuis, les équipes estampillées "World Team" sont automatiquement invitées à toutes les épreuves du World Tour, mais sont également dans l'obligation d'y participer. Pour cette saison, il s'agit de : 
| UCI WorldTeams                     | UCI WorldTeams | UCI WorldTeams |
| Nom de l'équipe                    | Pays           | Code           |
| ---------------------------------- | -------------- | -------------- |
| Alé BTC Ljubljana                  | Italie         | ALE            |
| BikeExchange                       | Australie      | BEX            |
| Canyon-SRAM Racing                 | Allemagne      | CSR            |
| DSM                                | Pays-Bas       | DSM            |
| FDJ-Nouvelle Aquitaine-Futuroscope | France         | FDJ            |
| Liv Racing                         | Pays-Bas       | LIV            |
| Movistar                           | Espagne        | MOV            |
| SD Worx                            | Pays-Bas       | SDW            |
| Trek-Segafredo                     | États-Unis     | TFS            |

## Barème
Le barème des points du classement World Tour pour le classement général est le même pour toutes les épreuves. Pour les courses à étapes, des points supplémentaires sont également accordés pour les victoires d'étapes et le port du maillot de leader du classement général :
| Position                  | 1er | 2e  | 3e  | 4e  | 5e  | 6e  | 7e  | 8e  | 9e | 10e | 11e | 12e | 13e | 14e | 15e | 16e à 20e | 21e à 30e | 31e à 40e |
| Classement général        | 400 | 320 | 260 | 220 | 180 | 140 | 120 | 100 | 80 | 68  | 56  | 48  | 40  | 32  | 28  | 24        | 16        | 8         |
| Par étapes                | 50  | 40  | 30  | 25  | 20  | 18  | 15  | 10  | 8  | 6   |     |     |     |     |     |           |           |           |
| Port du maillot de leader | 8   |     |     |     |     |     |     |     |    |     |     |     |     |     |     |           |           |           |
| Meilleur jeune            | 6   | 4   | 2   |     |     |     |     |     |    |     |     |     |     |     |     |           |           |           |

## Courses
| UCI Women's World Tour | UCI Women's World Tour | UCI Women's World Tour | UCI Women's World Tour                                   | UCI Women's World Tour      | UCI Women's World Tour | UCI Women's World Tour | UCI Women's World Tour       | UCI Women's World Tour |
| Date                   | n°                     | Pays                   | Course                                                   | Vainqueur                   | Deuxième               | Troisième              | Leader du classement général |                        |
| ---------------------- | ---------------------- | ---------------------- | -------------------------------------------------------- | --------------------------- | ---------------------- | ---------------------- | ---------------------------- | ---------------------- |
| 30 janv.               | 1                      | Australie              | Cadel Evans Great Ocean Road Race Women                  | annulé/abandonné            |                        |                        |                              |                        |
| 6 mars                 | 2                      | Italie                 | Strade Bianche                                           | Chantal van den Broek-Blaak | Elisa Longo Borghini   | Anna van der Breggen   | Chantal van den Broek-Blaak  |                        |
| 21 mars                | 3                      | Italie                 | Trofeo Alfredo Binda-Comune di Cittiglio                 | Elisa Longo Borghini        | Marianne Vos           | Cecilie Uttrup Ludwig  | Elisa Longo Borghini         |                        |
| 25 mars                | 4                      | Belgique               | Classic Bruges-La Panne                                  | Grace Brown                 | Emma Norsgaard         | Jolien D'Hoore         | Elisa Longo Borghini         |                        |
| 28 mars                | 5                      | Belgique               | Gand-Wevelgem                                            | Marianne Vos                | Lotte Kopecky          | Lisa Brennauer         | Marianne Vos                 |                        |
| 4 avr.                 | 6                      | Belgique               | Tour des Flandres                                        | Annemiek van Vleuten        | Lisa Brennauer         | Grace Brown            | Elisa Longo Borghini         |                        |
| 18 avr.                | 7                      | Pays-Bas               | Amstel Gold Race                                         | Marianne Vos                | Demi Vollering         | Annemiek van Vleuten   | Marianne Vos                 |                        |
| 21 avr.                | 8                      | Belgique               | Flèche wallonne                                          | Anna van der Breggen        | Katarzyna Niewiadoma   | Elisa Longo Borghini   | Marianne Vos                 |                        |
| 25 avr.                | 9                      | Belgique               | Liège-Bastogne-Liège                                     | Demi Vollering              | Annemiek van Vleuten   | Elisa Longo Borghini   | Elisa Longo Borghini         |                        |
| 14 – 16 mai            | 10                     | Espagne                | Tour du Pays basque                                      | annulé/abandonné            |                        |                        |                              |                        |
| 20 – 23 mai            | 11                     | Espagne                | Tour de Burgos                                           | Anna van der Breggen        | Annemiek van Vleuten   | Demi Vollering         | Annemiek van Vleuten         |                        |
| 30 mai                 | 12                     | Royaume-Uni            | RideLondon-Classique                                     | annulé/abandonné            |                        |                        |                              |                        |
| 26 juin                | 13                     | France                 | La Course by Le Tour de France                           | Demi Vollering              | Cecilie Uttrup Ludwig  | Marianne Vos           | Demi Vollering               |                        |
| 31 juill.              | 14                     | Espagne                | Classique de Saint-Sébastien                             | Annemiek van Vleuten        | Ruth Edwards           | Tatiana Guderzo        | Annemiek van Vleuten         |                        |
| 7 août                 | 15                     | Suède                  | Contre-la-montre par équipes de l'Open de Suède Vårgårda | annulé/abandonné            |                        |                        |                              |                        |
| 8 août                 | 16                     | Suède                  | Course en ligne de l'Open de Suède Vårgårda              | annulé/abandonné            |                        |                        |                              |                        |
| 12 – 15 août           | 17                     | Norvège                | Tour de Norvège                                          | Annemiek van Vleuten        | Ashleigh Moolman       | Kristen Faulkner       | Annemiek van Vleuten         |                        |
| 24 – 29 août           | 18                     | Pays-Bas               | Simac Ladies Tour                                        | Chantal van den Broek-Blaak | Marlen Reusser         | Ellen van Dijk         | Annemiek van Vleuten         |                        |
| 30 août                | 19                     | France                 | Grand Prix de Plouay                                     | Elisa Longo Borghini        | Gladys Verhulst        | Kristen Faulkner       |                              |                        |
| 2 – 5 sept.            | 20                     | Espagne                | Ceratizit Challenge by La Vuelta                         | Annemiek van Vleuten        | Marlen Reusser         | Elise Chabbey          | Annemiek van Vleuten         |                        |
| 2 oct.                 | 21                     | France                 | Paris-Roubaix                                            | Lizzie Deignan              | Marianne Vos           | Elisa Longo Borghini   | Annemiek van Vleuten         |                        |
| 4 – 9 oct.             | 22                     | Royaume-Uni            | Tour de Grande-Bretagne féminin                          | Demi Vollering              | Juliette Labous        | Clara Copponi          | Annemiek van Vleuten         |                        |
| 14 – 16 oct.           | 23                     | Chine                  | Tour de l'île de Chongming                               | annulé/abandonné            |                        |                        |                              |                        |
| 19 oct.                | 24                     | Chine                  | Tour du Guangxi                                          | annulé/abandonné            |                        |                        |                              |                        |
| 23 oct.                | 25                     | Pays-Bas               | Tour de Drenthe                                          | Lorena Wiebes               | Elena Cecchini         | Eleonora Gasparrini    | Annemiek van Vleuten         |                        |

## Classements

### Classement individuel
Ci-dessous, le classement individuel de l'UCI World Tour. 
| Classement par points | Classement par points       | Classement par points | Classement par points              | Classement par points |
| Coureuse              | Coureuse                    | Pays                  | Équipe                             | Points                |
| --------------------- | --------------------------- | --------------------- | ---------------------------------- | --------------------- |
| 1re                   | Annemiek van Vleuten        | Pays-Bas              | Movistar Team                      | 3177 pts              |
| 2e                    | Demi Vollering              | Pays-Bas              | SD Worx                            | 2563 pts              |
| 3e                    | Elisa Longo Borghini        | Italie                | Trek-Segafredo                     | 2509 pts              |
| 4e                    | Marianne Vos                | Pays-Bas              | Jumbo-Visma Women Team             | 2477 pts              |
| 5e                    | Cecilie Uttrup Ludwig       | Danemark              | FDJ-Nouvelle Aquitaine-Futuroscope | 1692 pts              |
| 6e                    | Anna van der Breggen        | Pays-Bas              | SD Worx                            | 1640 pts              |
| 7e                    | Katarzyna Niewiadoma        | Pologne               | Canyon-SRAM Racing                 | 1463 pts              |
| 8e                    | Marlen Reusser              | Suisse                | Alé BTC Ljubljana                  | 1275 pts              |
| 9e                    | Chantal van den Broek-Blaak | Pays-Bas              | SD Worx                            | 1091 pts              |
| 10e                   | Grace Brown                 | Australie             | Team BikeExchange                  | 1066 pts              |

### Classement des jeunes
Ci-dessous, le classement de la meilleure jeune de l'UCI World Tour. 
| Classement du meilleur jeune | Classement du meilleur jeune | Classement du meilleur jeune | Classement du meilleur jeune       | Classement du meilleur jeune |
| Coureuse                     | Coureuse                     | Pays                         | Équipe                             | Points                       |
| ---------------------------- | ---------------------------- | ---------------------------- | ---------------------------------- | ---------------------------- |
| 1re                          | Niamh Fisher-Black           | Nouvelle-Zélande             | SD Worx                            | 34 pts                       |
| 2e                           | Évita Muzic                  | France                       | FDJ-Nouvelle Aquitaine-Futuroscope | 32 pts                       |
| 3e                           | Maria Novolodskaya           | Russie                       | A.R. Monex Women's                 | 22 pts                       |
| 4e                           | Pfeiffer Georgi              | Royaume-Uni                  | Team DSM                           | 12 pts                       |
| 5e                           | Lorena Wiebes                | Pays-Bas                     | Team DSM                           | 10 pts                       |
| 6e                           | Anna Shackley                | Royaume-Uni                  | SD Worx                            | 10 pts                       |
| 7e                           | Franziska Koch               | Allemagne                    | Team DSM                           | 8 pts                        |
| 8e                           | Clara Copponi                | France                       | FDJ-Nouvelle Aquitaine-Futuroscope | 6 pts                        |
| 9e                           | Blanka Vas                   | Hongrie                      | Doltcini-Van Eyck-Proximus         | 6 pts                        |
| 10e                          | Sarah Gigante                | Australie                    | Tibco-Silicon Valley Bank          | 6 pts                        |

### Classement par équipes
Ci-dessous, le classement par équipes de l'UCI World Tour. 
| Classement par équipes aux points | Classement par équipes aux points  | Classement par équipes aux points | Classement par équipes aux points |
| Équipe                            | Équipe                             | Pays                              | Points                            |
| --------------------------------- | ---------------------------------- | --------------------------------- | --------------------------------- |
| 1re                               | SD Worx                            | Pays-Bas                          | 8572 pts                          |
| 2e                                | Trek-Segafredo                     | États-Unis                        | 5263 pts                          |
| 3e                                | Movistar Team                      | Espagne                           | 5043 pts                          |
| 4e                                | FDJ-Nouvelle Aquitaine-Futuroscope | France                            | 3957 pts                          |
| 5e                                | Team DSM                           | Allemagne                         | 3684 pts                          |
| 6e                                | Canyon-SRAM Racing                 | Allemagne                         | 3388 pts                          |
| 7e                                | Alé BTC Ljubljana                  | Italie                            | 3364 pts                          |
| 8e                                | Jumbo-Visma                        | Pays-Bas                          | 3319 pts                          |
| 9e                                | Liv Racing                         | Pays-Bas                          | 3226 pts                          |
| 10e                               | Team BikeExchange                  | Australie                         | 2267 pts                          |